# 首尔交通公社
首尔交通公社（：／ Seoul gyotong-gongsa */?）是韓國一間首爾市政府轄下的公營事業，于2017年5月31日成立，由首尔地铁與首尔特别市都市铁道公社合併而成，负责首尔地下铁1～8號線與9號線第2、3階段路段的运行与管理。

## 合并原因
首爾地鐵和首爾特別市城市鐵道公社的合并最早提出於2014年12月時任首爾特別市長朴元淳的首爾地鐵革新方案。根據方案內容，合并後可以大量裁員以及使首爾地鐵和首爾特別市城市鐵道公社的高級職員人工費減少，到了2027年，於10年間每年將節省約214億韓元。不過由於雙方機構工會表示反對，合併討論於2016年3月停止。
但到了2016年5月九宜站不幸發生了幕門死亡事故，有人提出首爾地鐵安全管理不完善，所以於機關統一提高安全管理效率的輿論壓力下，重新展開了整合討論。 在此過程中，兩個工會都同意合併，並到了2017年3月首爾特別市議會通過了《首爾交通公社設立條例》，合併程序也隨之開始。2017年5月31日，首爾交通公社正式成立。
首任社長由首爾地鐵末任社長金太鎬出任，而朴元淳市長於成立儀式上表示感謝過去2年6個月裏爲團結而付出努力的所有人，使公社成爲市民喜愛的交通工具。
因九宜站屏蔽門死亡事故引發安全問題，在整合過程中加強安全管理部門。 首爾交通公社總公司安全管理本部下屬1~8號線管理一元化，設立26處技術中心，強化技術人員現場協作。 同時，各條線路都配備了安全管理員，確保有事時快速反應。 因合併而產生的393名重複人力被重新分配到現場，幕門維修人員人數也增加了175名。
而首爾地鐵9號線第二階段區間原本是由子公司營運。但在第三階段開通之前，經勞資雙方協商，決定將該子公司合併到首爾交通公社，由首爾交通公社負責營運第二階段至第三階段區間。

## 历史
- 2017年5月31日 - 首尔特别市都市铁道公社与首尔地铁合并为首尔交通公社。

## 管辖范围
只記載首爾交通公社本社直營的车站，子公司的路線除外。
- ●首都圈電鐵1號線：清凉里站 ↔ 首爾站
- ●首爾地鐵2號線：市廳站 ↔ 市廳站
  - ●首爾地鐵2號線聖水支線：聖水站 ↔ 新設洞站
  - ●首爾地鐵2號線新亭支線：新道林站 ↔ 喜鹊山站
- ●首都圈電鐵3號線：紙杻站 ↔ 梧琴站
- ●首都圈电铁4号线：佛巖山站 ↔ 南泰岭站
- ●首都圈電鐵5號線：傍花站 ↔ 江一站 / 馬川站
- ●首尔地铁6号线：鹰岩站 ↔ 新內站
- ●首爾地鐵7號線：长岩站 ↔ 溫水站
- ●首爾地鐵8號線：岩寺站 ↔ 牡丹站
- ●首爾地鐵9號線：彥州站 ↔ 中央報勳醫院站

## 列车范围
只記載首爾交通公社列车可进入的范围，全线行驶的除外。
- ●首都圈電鐵1號線：杨州站 ↔ 仁川站，加山数码园区站 ↔ 西东滩站
- ●首爾地鐵7號線：长岩站 ↔ 溫水站
- 注意：4号线虽然分为两个交路运营，但实际上在仓洞车辆段搬迁后，可进行一个大交路运营。3号线列车实际也进入一山线区段运营。

## 保有车辆
- 1000系VVVF
- 1000系电阻控制
- 2000系VVVF
- 3000系VVVF
- 4000系
- 5000系
- 6000系
- 7000系
- SR000系
- 8000系

## 保有车辆基地
- 君子车辆基地
- 新亭车辆基地
- 纸杻车辆基地
- 水西车辆基地
- 仓洞车辆基地(即将搬迁)
- 榛接车辆基地（朝鲜语：진접차량사업소）
- 高德车辆基地（朝鲜语：고덕차량사업소）
- 傍花车辆基地
- 新内车辆基地
- 道峰车辆基地
- 天旺车辆基地
- 牡丹车辆基地